# (288) Glauke
(288) Glauke – planetoida z pasa głównego asteroid okrążająca Słońce w ciągu 4 lat i 211 dni w średniej odległości 2,76 j.a. Została odkryta 20 lutego 1890 roku w obserwatorium w Düsseldorfie przez Roberta Luthra. Nazwa planetoidy pochodzi od Glauke zwanej też Kreuzą, córki Kreona w mitologii greckiej. Asteroida ta ma najwolniejszy znany czas rotacji wokół własnej osi, wynoszący 49 dni.